# Asana (Perú)
Asana es un sitio arqueológico junto al río Asana, un afluente del río Osmore, en la zona centro-sur de los Andes del sur de Perú. El sitio está situado a una altitud de 3430 metros (11 250 pies), con un uso de la tierra documentado de 3000 a 4800 metros (9800 a 15 700 pies). Asana estuvo ocupada a lo largo de 8000 años; aunque los habitantes eran inicialmente recolectores móviles, la vivienda a largo plazo estuvo marcada en una fase posterior por la arquitectura residencial.

## Geografía
Asana se encuentra en la orilla norte del río Asana, en el fértil valle llano a lo largo de 11 270 pies (3440 m) del río. Las características geológicas y geomorfológicas son factores causantes de su entorno único.

## Historia
Entre 1986 y 1989 se llevó a cabo un estudio arqueológico del valle del río Asana. El área estudiada fue a lo largo de un río de aproximadamente 20 kilómetros (12 millas), entre Tumilaca Molina y Cueva Quellaveco y desde el origen del afluente menor del río Charoque hasta el poblado de Tala. Los suelos del valle y las laderas de las colinas, que cubren un área de 4,8 kilómetros cuadrados (1,9 millas cuadradas), llevaron al descubrimiento del sitio de Asana y también a seis refugios rocosos. Uno de los refugios rocosos, Qusquri (Coscori), fue descubierto en la margen izquierda del valle del río a una altitud de 3.000 metros (9.800 pies), en una serie de terrazas fluviales en un rango de elevación de 3500 a 3600 metros (11 500 pies a 11 800 pies).
La habitación humana se remonta a 10 500 AP en Asana. Las excavaciones han revelado seis zonas estratigráficas desde el 10 500 AP hasta el 3500 AP, antes de que el sitio fuera abandonado en el 3500 AP. El período de 10 500 a. C. a 9000 a. C. se interpreta como perteneciente al Pleistoceno tardío, 800 años antes de cualquier tipo de habitación permanente en otras áreas del altiplano andino centro-sur. Durante el período de asentamiento, el guanaco (Lama guanicoe) y la taruka (Hippocamelus antisensis) fueron los herbívoros salvajes locales. A lo largo de los siglos, el guanaco fue domesticado. El Asana en la elevación más baja había formado el campamento base de los primeros pobladores que eran cazadores recolectores, cazadores de guanaco y taruca. Hasta 5000 AP, el asentamiento se volvió más permanente. El cambio gradual de la sociedad recolectora a la pastoral se registró entre el 4800 y el 4400 a. C. Para la edad del Holoceno Medio, los guanacos habían sido domesticados. En el valle del río, los pastores que vivían en la región montañosa prefirieron limitar la búsqueda de ganado a una distancia cómoda de no más de 2 a 4 kilómetros (1,2 a 2,5 millas) con una diferencia de elevación de 200 a 400 metros (660 a 1310 pies)), quizás para conservar sus gastos energéticos. Si estos límites aumentaran, establecerían nuevos campamentos. El asentamiento humano terminó abruptamente en Asana.

## Hallazgos arqueológicos

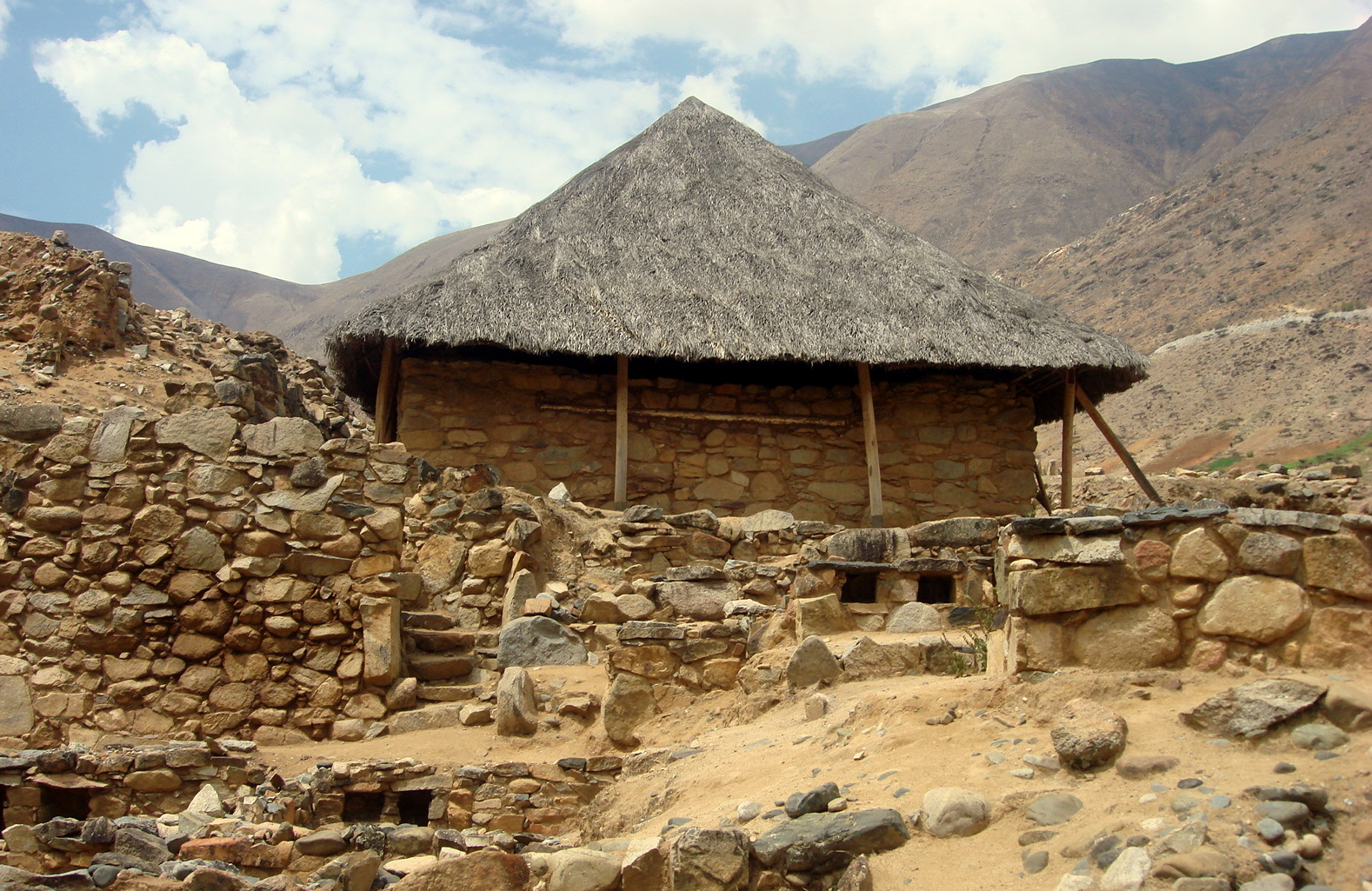
Kotosh encontrado en Asana.

El material lítico encontrado en el sitio atestigua el cambio de campamentos y apoya los vínculos existentes entre los asentamientos de las elevaciones inferiores y superiores. Se encontraron estructuras tanto residenciales como no residenciales que indicaron un tipo complejo de crecimiento y ocupación. La estructura fue fechada entre 5500-3600 AP. Se encontró una estructura ceremonial en un sitio precerámico al aire libre durante las excavaciones realizadas entre 1989 y 1990. Se infiere que las actividades ocurrieron en el sitio ceremonial durante un período de 250 a 500 años; es la estructura más antigua conocida de la tradición religiosa de Kotosh. Se pensaba que una característica identificada como "pista de baile", que data del 4800 a. C., se utilizaba para "fiestas e intercambios sociales".